# 今野雄二
今野 雄二（こんの ゆうじ、1943年10月5日 - 2010年7月27日）は、日本の映画・音楽評論家、翻訳家、小説家。

## 略歴
北海道室蘭市生まれ。国際基督教大学教養学部語学科卒業後、平凡出版（後のマガジンハウス）に入社。『平凡パンチ』『an・an』編集部を経て、評論家として独立。音楽評論家としては、ミッシェル・ポルナレフ、ロキシーミュージック、10ccなど、多数のレコードのライナーノーツを担当した。
日本テレビの深夜番組『11PM』に出演して映画紹介や流行のサブカルを紹介するコーナーを受け持ち、司会の愛川欽也から「コンちゃん」と呼ばれ、そのニックネームで知られるようになった。
1970年代にはその他に当時の若者向け番組『リブ・ヤング!』や『チャンネル泥棒!快感ギャグ番組!空飛ぶモンティ・パイソン』などに司会者として出演した。
1971年、『映画評論』の3月号と8月号にそれぞれ、まだ日本で公開されていなかったアメリカ映画『真夜中のパーティー』の評論を寄稿した。3月号では「何よりもぼくが興味をひかれたのはハンクという32歳の数学教師という人物である」「この1～2年の間にニュー・ヨークを中心とするアメリカの大都会では、はるかに男性的な男たちの間でホモセクシュアルなフィーリングが急激に拡まっていく現象が注目され出したという。オネエことばを使わない彼ら新しいタイプのホモたちをマス・コミは＜ニュー・ホモ＞と呼んだのである。ホモを特集したEsquire誌や、LOOK、Harper's Magazineをはじめとするアメリカのジャーナリズムの新しい姿勢はこの一年ほどの間にめざましい変化をとげたものと見ることができるだろう」と述べた。『真夜中のパーティー』は1972年2月に日本で一般公開された。
1977年、立木リサと「気分を出してもう一度」（二十才の頃）をシングルリリース。
1984年、ベストドレッサー賞（スポーツ・芸能部門）を受賞。
1986年7月、TBSドラマ『男女7人夏物語』が放映開始。同番組の主題歌で、石井明美が歌った「CHA-CHA-CHA」の日本語訳詞を担当した。同年8月、同曲は石井のデビュー・シングルとして発売され、1986年度のオリコン年間1位を記録する大ヒットとなった。1989年、初の小説集『きれいな病気』（マガジンハウス刊）を発表。
2010年8月2日、東京都渋谷区代官山町の自宅アパートで首を吊って自殺を図り、すでに死亡しているのが発見された。66歳没。『11PM』の司会者だった大橋巨泉は『週刊現代』9月4日号の連載エッセイ「今週の遺言」で、「人の死に"同性愛者"はふさわしくないのか？ 日本にはタブーが多すぎる」というタイトルの追悼文を寄稿した。

## 出演番組
- 11PM（日本テレビ）
- EXテレビ（日本テレビ）
- チャンネル泥棒! 快感ギャグ番組! 空飛ぶモンティ・パイソン （東京12チャンネル(現・テレビ東京)）
- ザ・スーパーステーション（テレビ東京）
- リブ・ヤング!（フジテレビ）
- 森本毅郎・スタンバイ!（「トークパレット」火曜日担当、TBSラジオ）
- FM25時 バウンド・ポップス（エフエム東京）
- サタデーアドベンチャー（エフエム東京）
- 今野雄二のメニコン・ミュージック・スパイス

## 書籍

### 著書
- 『恋する男たち』（八曜社）、1975
- 『ジャック・ニコルスン』 編集:今野雄二、梶原和男 （芳賀書店）、1976
- 『きれいな病気』 （マガジンハウス）、 1989.11
- 『天国の車庫』 （マガジンハウス）、 1991.4
- 『ウェディング・バンケット』 （マガジンハウス）、1993.12 - アン・リー監督の映画のノベライゼーション
- 『メメント』 （ソニー・マガジンズ）、 2001.10 - クリストファー・ノーラン監督の映画のノベライゼーション
- 『ストーカー』 （ソニー・マガジンズ）、2002.12. - マーク・ロマネク監督の映画のノベライゼーション
- 『無限の歓喜 今野雄二音楽評論集』 （ミュージックマガジン）、2011.8.25
- 『恋の記憶』（径書房）2014.1.31 死後刊行された未発表小説集。解説:中森明夫
- 『今野雄二映画評論集成』洋泉社、2014年6月12日。ISBN 978-4800304087。

### 翻訳
- 『E.T.ストーリーブック』 ウィリアム・コツウィンクル （CBS・ソニー出版）、 1982.11
- 『ブライアン・フェリー詩集 アヴァロンの彼方へ』 （シンコー・ミュージック）、 1987.6
- 『デ・パーマ・カット』 ローラン・ブーズロウ （キネマ旬報社）、 1989.7
- 『騎手の娘のメモワール』 日野スーザン （日本テレビ放送網）、1995.5
- 『グラム! 真実のベルベット・ゴールドマイン』バーニー・ホスキンス（監訳）（徳間書店）、1998.11
- 『海洋地形学の物語』イエス 日本語版ライナーノーツ、 1973年11月半ば?

### 日本語訳詞
- 石井明美
  - CHA-CHA-CHA（作詞：G.BOIDO、作曲：B.REITANO, B.ROSELLINI, F.BALDONI, F.REITANO） 1986.8

- 黒沢ひろみ
  - ヴィーナス（作詞・作曲：Robbie Leeuwen）1986.7

### 作詞
- 筒美京平 & HIS 585 BAND
  - ア・キラースマイル（作曲：筒美京平）
  - ヒット・マシーン（作曲：筒美京平）
- サディスティック・ミカ・バンド
  - ヘーイ ごきげんはいかが（作曲：加藤和彦）
- ジャッキー・チェン（成龍）
  - CHINA BLUE（作曲：高中正義）
  - TRY TO LOVE ME（作曲：後藤次利）
- 舘ひろし
  - 泣かないで（作曲：舘ひろし）*宮原芽映と共作
  - 今宵焦がれて（作曲：舘ひろし）*宮原芽映と共作
  - 見果てぬ夢に（作曲：舘ひろし）*吉元由美と共作
- 平山みき
  - 1.MORE DANCE（作曲：筒美京平）
- 葡萄畑
  - おもしろ倶楽部のテーマ〜恋する男たち（作曲：本間芳伸）
  - 恋する男たちのボサ・ノバ（作曲：青木和義）
- 三田村邦彦
  - 月が窓を横切るまで（作曲：山崎稔）
  - 宿命の女(ファム・ファタール)（作曲：佐藤健）